# ポップス・アニメ情報局
ポップス・アニメ情報局（ポップス・アニメじょうほうきょく）は、かつて東海ラジオで放送されていたラジオ番組。なお、本稿では後継番組である『アニメ情報局ラジオマガジン』、『やってやるぜ情報局』についても記述する。

## ポップス・アニメ情報局

### 概要
『アニメトピア』の後番組として、1986年10月12日から1987年4月5日の毎週日曜20:00 - 20:30（期間と日時は東海ラジオでのもの）に放送され、東海ラジオをキー局にラジオ日本とラジオ大阪にネットされた。スポンサーはビクター音楽産業（法人としては現・ビクターエンタテインメント、業態としては現・フライングドッグ）。
パーソナリティには、声優の矢尾一樹と新人アイドル歌手の佐和里美が起用された。しかし、佐和が体調不良により番組を休む（後に降板）ようになると、情報コーナー担当だったミンキー・ヤスが、佐和に代わって矢尾と共にメインパーソナリティを務めた。

### パーソナリティ
- 矢尾一樹
- 佐和里美
- ミンキー・ヤス

## アニメ情報局ラジオマガジン

### 概要
『ポップス・アニメ情報局』の後継番組として1987年4月14日から1987年10月7日の毎週火曜24:30 - 25:00（期間と日時は東海ラジオでのもの）に放送された。ネット局及びスポンサーは変わらず。
パーソナリティは引き続き矢尾一樹とミンキー･ヤスが務め、さらに声優デビュー前だった横山智佐が新たに加わった。

### パーソナリティ
- 矢尾一樹
- 横山智佐
- ミンキー・ヤス

## やってやるぜ情報局

### 概要
『アニメ情報局ラジオマガジン』の後継番組として1987年10月13日から1989年4月4日の毎週火曜24:30 - 25:00（期間と日時は東海ラジオでのもの）に放送された。ネット局及びスポンサーは変わらず。なお、他のネット局の放送時間は以下の通り。
- ラジオ日本 - 毎週水曜23:30 - 24:00（1988年3月まで） → 毎週日曜23:00 - 23:30（1988年4月〜1989年4月）
- ラジオ大阪 - 毎週土曜20:30 - 21:00（1988年3月まで） → 毎週月曜20:30 - 21:00（1988年4月〜1989年4月）

パーソナリティはこれまでの2番組と同様に矢尾一樹とミンキー・ヤスが務め、もう一人の女性パーソナリティは『アニメ情報局ラジオマガジン』から続投した横山智佐が1987年11月まで出演、その後は佐藤優子（1987年12月〜1988年4月）、アイドル歌手の宮里久美（1988年5月〜1989年3月）と変遷した。
主なコーナーには、オープニングの『連続ラジオドラマ やってやるぜ劇場』（最初は矢尾が書いたシナリオで進行、途中からはリスナーからシナリオを募集していた）、『ヤスさんのちょっとちょっと』、『あっ、なるほどね』（日常の中で「なるほど」と思ったことを募集）などがあった。

### パーソナリティ
- 矢尾一樹
- ミンキー・ヤス
- 横山智佐 （1987年10月 - 1987年11月）
- 佐藤優子 （1987年12月 - 1988年4月）
- 宮里久美 （1988年5月 - 1989年3月）